# Catharina (cráter)

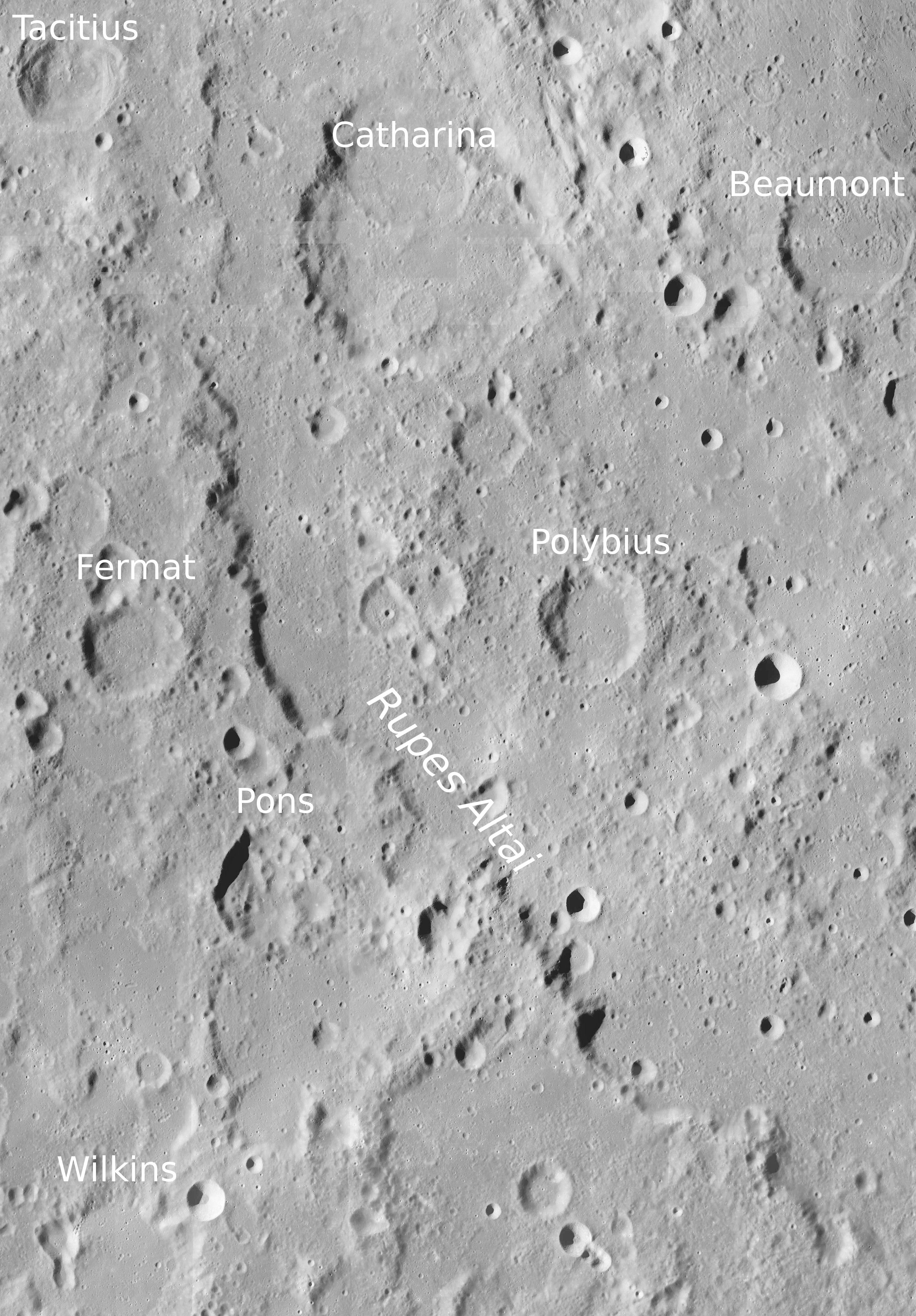
Fotografía de la misión Lunar Reconnaissance Orbiter

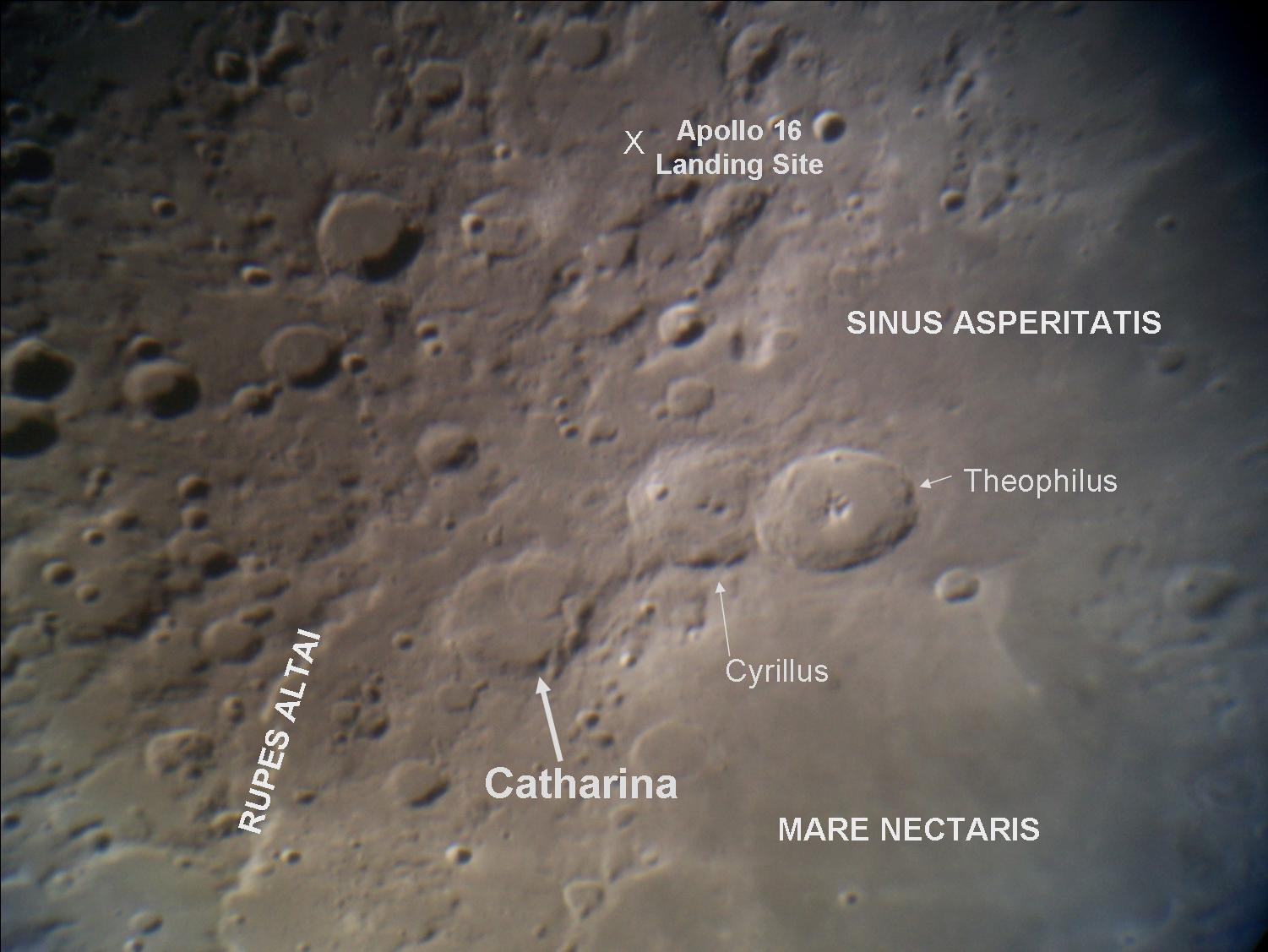
Localización de Catharina

Catharina es un antiguo cráter de impacto lunar situado en las tierras altas del sur. Se encuentra en un tramo accidentado del terreno entre el Rupes Altai al oeste y el Mare Nectaris en el este. Al oeste-noroeste aparece el cráter Tacitus. El cráter Beaumont inundado de lava se encuentra al este, junto a la orilla del Mare Nectaris. Al sur-sureste se halla Polybius.
Con los grandes cráteres Cyrillus y Theophilus en el norte, Catharina forma una agrupación prominente que está enmarcado por la curva de la Rupes Altai. Juntos forman un elemento notable cuando el sol está en un ángulo bajo respecto a la superficie lunar. También hay una clara diferencia en las edades de estos tres cráteres, con un aumento significativo de la edad que se incrementa de norte a sur.
El borde de Catharina aparece muy desgastado e irregular, con la mayor parte de la pared norte incisa por el anillo del cráter Catharina P. La pared noreste está profundamente afectada por varios cráteres más pequeños. La pared interior no conserva ningún aterrazamiento, y la rampa exterior ha sido erosionada casi por completo. El suelo es relativamente plano y consistente, con un nervio curvo formado por Catharina P y los restos de un cráter más pequeño situado cerca de la pared sur. El pico central ha desaparecido por completo.

## Cráteres satélite
Por convención estos elementos son identificados en los mapas lunares poniendo la letra en el lado del punto medio del cráter que está más cerca de Catharina.
|           | \| Catharina \| Coordenadas \| Diámetro \| \| --------- \| ----------------------------- \| -------- \| \| A \| 20°12′S 22°18′E / -20.2, 22.3 \| 14 km \| \| B \| 17°00′S 24°18′E / -17.0, 24.3 \| 24 km \| \| C \| 20°18′S 24°24′E / -20.3, 24.4 \| 28 km \| \| D \| 16°48′S 21°24′E / -16.8, 21.4 \| 9 km \| \| E \| 17°06′S 21°18′E / -17.1, 21.3 \| 7 km \| \| F \| 19°30′S 23°06′E / -19.5, 23.1 \| 7 km \| \| G \| 17°24′S 24°54′E / -17.4, 24.9 \| 17 km \| \| H \| 19°12′S 25°24′E / -19.2, 25.4 \| 6 km \| \| J \| 19°24′S 22°12′E / -19.4, 22.2 \| 6 km \| \| K \| 20°00′S 23°54′E / -20.0, 23.9 \| 7 km \| \| L \| 21°00′S 24°18′E / -21.0, 24.3 \| 5 km \| \| M \| 19°12′S 20°42′E / -19.2, 20.7 \| 6 km \| \| P \| 17°12′S 23°18′E / -17.2, 23.3 \| 46 km \| \| S \| 18°48′S 23°18′E / -18.8, 23.3 \| 16 km \| |          |
| Catharina | Coordenadas | Diámetro |
| A         | 20°12′S 22°18′E / -20.2, 22.3 | 14 km    |
| B         | 17°00′S 24°18′E / -17.0, 24.3 | 24 km    |
| C         | 20°18′S 24°24′E / -20.3, 24.4 | 28 km    |
| D         | 16°48′S 21°24′E / -16.8, 21.4 | 9 km     |
| E         | 17°06′S 21°18′E / -17.1, 21.3 | 7 km     |
| F         | 19°30′S 23°06′E / -19.5, 23.1 | 7 km     |
| G         | 17°24′S 24°54′E / -17.4, 24.9 | 17 km    |
| H         | 19°12′S 25°24′E / -19.2, 25.4 | 6 km     |
| J         | 19°24′S 22°12′E / -19.4, 22.2 | 6 km     |
| K         | 20°00′S 23°54′E / -20.0, 23.9 | 7 km     |
| L         | 21°00′S 24°18′E / -21.0, 24.3 | 5 km     |
| M         | 19°12′S 20°42′E / -19.2, 20.7 | 6 km     |
| P         | 17°12′S 23°18′E / -17.2, 23.3 | 46 km    |
| S         | 18°48′S 23°18′E / -18.8, 23.3 | 16 km    |